# Pleuromenus baccifer
Pleuromenus baccifer là một loài bọ cánh cứng trong họ Cerambycidae.